# Pismo Święte. Przekład toruński
Pismo Święte. Przekład toruński – polski, ewangelikalny przekład Nowego Testamentu i wybranych ksiąg Starego Testamentu, którego pierwsze wydanie (wówczas sam NT) ukazało się jesienią 2017 roku.
Wydawcą przekładu jest Fundacja Świadome Chrześcijaństwo z Torunia. W skład komitetu redakcyjnego wchodzili: Michał Basiewicz, Karol Czarnowski, Waldemar Kułakowski oraz Karol Zieleźnik, a konsultantem w zakresie przekładu ksiąg hebrajskich był pastor Piotr Zaremba.
Podstawą przekładu Nowego Testamentu był Textus receptus w wydaniu Fredericka Scrivenera z 1894, niektóre warianty tekstowe występujące w tekście bizantyńskim podano w przypisach. W zakresie ksiąg hebrajskich korzystano z tekstu masoreckiego w wydaniu Hebrew Text: Westminster Leningrad Codex, uwzględniając warianty Septuaginty i innych źródeł w przypisach.
Przy tłumaczeniu przyjęto zasadę ekwiwalencji formalnej, czyli oddania największej zbieżności znaczeniowej w stosunku do oryginału greckiego. Dodano jednak i oznaczono kursywą słowa niewystępujące w oryginale, które mają ułatwiać zrozumienie tekstu. W przypisach umieszczono odnośniki do tekstów paralelnych, alternatywne tłumaczenia niektórych słów, a także polskie odpowiedniki oryginalnych idiomów, które mogłyby być niezrozumiałe dla współczesnego czytelnika – np. w brzuchu mająca (Mt 1,18) wyjaśniono jako była w ciąży.
Przekład został opublikowany w serwisie Oblubienica.eu w formie dwukolumnowego pliku PDF do bezpłatnego pobrania, na listopad 2017 zapowiedziano wydanie drukowane.
W 2022 ukazało się siódme wydanie przekładu, które poza Nowym Testamentem obejmuje Księgę Psalmów, Księgi mądrościowe, Księgi pięciu megilot i Proroków mniejszych.